# Charles Ramble
Charles Ramble (Calcutta, 6 februari 1957) is een Brits tibetoloog. Hij is verbonden aan de Universiteit van Oxford en de École pratique des hautes études in Parijs.
Hij is gespecialiseerd in sociale antropologie van de Himalaya, met name van Tibetanen in Tibet  en Nepal.

## Levensloop
Na zijn schooltijd in Winchester in Engeland en een jaar in Connecticut in de VS, studeerde Ramble vanaf 1976 aan de universiteit van Durham waar hij in 1979 een bachelorgraad behaalde in psychologie en antropologie. Aansluitend studeerde hij aan de universiteit van Oxford waar hij in 1985 zijn doctoraat behaalde in sociale antropologie met het proefschrift The lamas of Lubra: Tibetan Bonpo householder priests in North-west Nepal. Voor zijn onderzoek verbleef hij twee jaar in een Tibetaanssprekende gemeenschap in Mustang, Nepal.
Tussen 1985 en 1991 bleef hij in Nepal voor studie en werk, waarna hij een semester doceerde in antropologie van de Himalaya aan de universiteit van Parijs X (Nanterre). Bij elkaar reisde Ramble vijftien jaar door Tibet en Nepal.
Van 1992 tot 1997 werkte hij voor de Rheinische Friedrich-Wilhelms-Universiteit in Bonn aan een multidisciplinair onderzoeksproject over de geschiedenis van nederzettingen in noordelijk Nepal. Hierna gaf hij een semester les in de antropologie van Tibet en Nepal aan het Institut national des langues et civilisations orientales dat deel uitmaakt van de universiteit van Parijs. Van 1997 tot 1998 zette hij zijn project voort aan de Humboldtuniversiteit in Berlijn.
Na een beperkte aanvang in 1997 werkte hij van 1998 tot 2000 als onderzoeker voor het instituut voor sociale en culturele etnologie aan de universiteit van Wenen. Ondertussen doceerde hij in 1999 antropologie van de Himalaya aan master- en doctoraalstudenten van de universiteit van Parijs X.
Tussen 2000 en 2010 was Ramble hoogleraar in  Tibetaanse en Himalaya-studies aan het Oriental Institute van het Wolfson College, een onderdeel van de universiteit van Oxford. Ook hierna bleef hij hier verbonden als onderzoeker. In 2006 werd Ramble gekozen tot voorzitter van de International Association for Tibetan Studies (IATS).
Sinds 2010 is hij directeur aan de École pratique des hautes études in Parijs voor de studies in wetenschapsgeschiedenis en filologie.
Ramble bracht een groot aantal artikelen voort en was co-auteur van verschillende boeken over Tibet, Nepal en het Tibetaans boeddhisme.